# Precinct de Crab Orchard
Le precinct de Crab Orchard, anciennement un township, est un precinct électoral du comté de Williamson dans l'Illinois, aux États-Unis. En 2010, ce precinct comptait une population de 1 380 habitants.

## Source de la traduction
- (es) Cet article est partiellement ou en totalité issu de l’article de Wikipédia en espagnol intitulé « Distrito electoral de Crab Orchard (condado de Williamson, Illinois) » (voir la liste des auteurs).